# Tachina fesfiva
Tachina fesfiva là một loài ruồi trong họ Tachinidae.